# Asterinopsis pilosa
Asterinopsis pilosa är en sjöstjärneart som först beskrevs av Perrier 1881.  Asterinopsis pilosa ingår i släktet Asterinopsis och familjen Asterinidae. Inga underarter finns listade i Catalogue of Life.